# Дамбаев, Даши Цыретарович
Даши́ Цырета́рович Дамба́ев (бур.  Дамбаев Сэрээтэрэй Даша; 1938—1975) — бурятский поэт-лирик, шестидесятник.

## Биография
Родился 13 апреля 1938 года в улусе Харгана Селенгинского аймака Бурят-Монгольской АССР. Стихи начал писать в школьные годы, в середине 1950-х годов. Завершив обучение в семилетней школе в родном селе, затем окончил с серебряной медалью Республиканскую среднюю школу № 18 города Улан-Удэ (ныне Республиканский бурятский лицей-интернат № 1). Поступил на геологический факультет МГУ. Но уже после первого курса ушёл из университета, поняв, что геология не его призвание, и уехал в Казахстан на целину, где трудился на строительстве железной дороги. Возвратившись в Бурятию, работал слесарем на Улан-Удэнском ЛВРЗ, затем журналистом в районных и республиканских газетах, поступил заочно в Литературный институт имени М. Горького. Умер в возрасте 37 лет.
Первый сборник стихов поэта «Шанха дээрэм наран» («Солнце над нами») вышел на бурятском языке в 1962 году. После вышли в свет его книги на бурятском — «Сэнхир хγлэг» («Синий хулэг») (1964), «Хγбшэргэй» («Струна») (1967). В 1968 году в Москве, в издательстве «Советская Россия», вышла его книга на русском языке — «Тетива». Уже посмертно были изданы сборники стихов «Ажабайдалай дуун» («Песни жизни», на бурятском яз.) (1977), «Живущий, да будь счастлив!» (на русском яз.) (1977), «Алтан зула» («Золотая лампада») и сборник песен «Сэлэнгэ» (1998). В 2006—2008 годах вышли дополненные издания сборников «Сэлэнгэ» и «Золотая лампада».
Даши Дамбаев является автором стихов к более чем 50 песням, ставших поистине народными — «Сэлэнгэ», «Туруушын дуран», «Замай дуун» и многие другие. Музыкально-поэтическое произведение «Улан-Удэ» (1966), созданное поэтом совместно с композитором Чингисом Павловым, является официальным гимном столицы Бурятии.

## Память
На родине поэта с 1988 года в доме, где он родился и вырос, существует Литературный музей Даши Дамбаева, созданный по инициативе сестры поэта Ханды Цыретаровны, учительницы бурятского языка и литературы. Здесь ежегодно проводятся поэтические Дамбаевские чтения. Одна из улиц села Харгана носит имя Дамбаева, в 2013 году в селе установлен памятник-бюст поэту.